# Taurulus bubalis
Taurulus bubalis е вид лъчеперка от семейство Cottidae. Видът не е застрашен от изчезване.

## Разпространение и местообитание
Разпространен е в Белгия, Великобритания (Северна Ирландия), Германия, Гибралтар, Гърнси, Дания, Джърси, Естония, Ирландия, Исландия, Испания, Италия, Латвия, Литва, Монако, Нидерландия, Норвегия, Полша, Португалия, Русия (Европейска част на Русия и Калининград), Фарьорски острови, Финландия, Франция и Швеция.
Обитава крайбрежията и скалистите дъна на полусолени водоеми и морета. Среща се на дълбочина от 9 до 200 m, при температура на водата от 4,5 до 12,2 °C и соленост 6,7 – 35,4 ‰.

## Описание
На дължина достигат до 25 cm.